# 秋田縣立能代工業高等學校
秋田縣立能代工業高等學校（日语：秋田県立能代工業高等学校）是日本秋田縣能代市的一所全日制普通科男女共學的縣立高級中學。通稱為“能工”。從籃球隊創隊開始，已經拿下58次全國高中冠軍。輝煌的成績可說是讓其他日本高中望塵莫及。

## 學校簡介

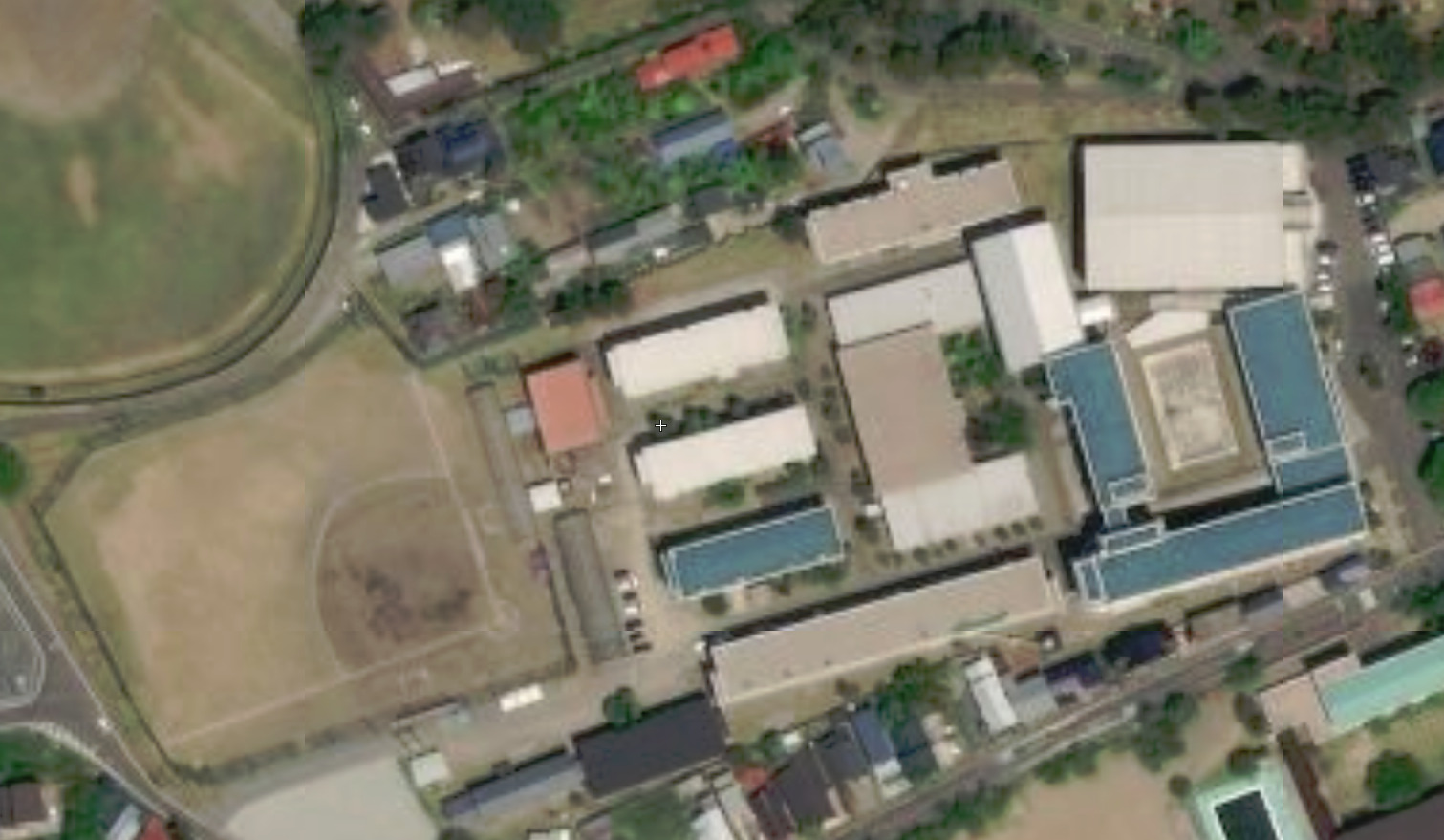
衛星圖

## 校友名人

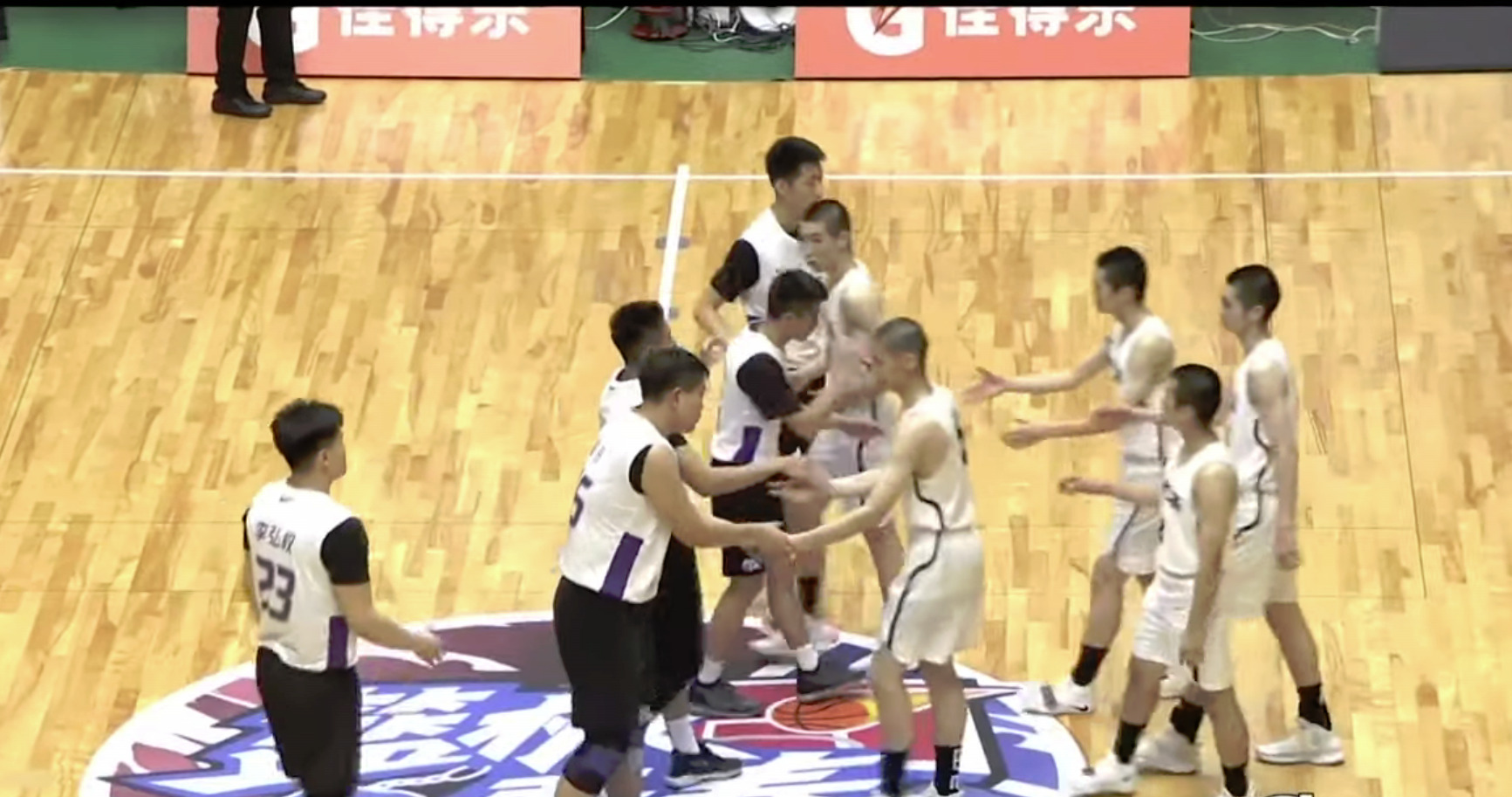
篮板青春队vs日本能代工高

- 田臥勇太
- 長谷川暢
- 山本浩二 (篮球运动员)

## 流行文化
- 《灌篮高手》——井上雄彥所著高中籃球漫畫。作品山王工業高校的真正原型[1]。不僅漫畫與現實的球衣相似，能代工業高中也如漫畫中的山王工高一樣，擁有獲獎無數的功績。

## 外部連接
- 秋田縣立能代工業高等學校官方網站 （页面存档备份，存于）